# Pelusios castaneus
Pelusios castaneus är en sköldpaddsart som beskrevs av Schweigger 1812. Pelusios castaneus ingår i släktet Pelusios och familjen pelomedusasköldpaddor. Inga underarter finns listade i Catalogue of Life.
Sköldpaddan förekommer i Afrika väster och söder om Sahara från Mauretanien till Gabon och Centralafrikanska republiken. Underarten på Seychellerna är utdöd.